# Тюхневичи
Тюхневи́чи (бел. Цюхнявічы) — деревня в Барановичском районе Брестской области Беларуси. Входит в состав Новомышского сельсовета, до 2013 года принадлежала Тешевлянскому сельсовету. Население — 9 человек (2019).

## География
Деревня находится в 19,5 км (25 км по автодорогам) к северо-западу от центра города Барановичи, в 14,3 км (15 км по автодорогам) к северо-западу от центра сельсовета, деревни Новая Мышь. К северо-востоку от деревни находится несколько садоводческих товариществ, а также в 1,4 км на север от деревни расположена железнодорожная станция Мордичи (линия Барановичи-Полесские — Лида).

## История
В 1905 году — деревня Люшневской волости Слонимского уезда Гродненской губернии, 167 жителей. На карте 1910 года указана под названием Цюхневичи.
Согласно Рижскому мирному договору (1921) деревня вошла в состав межвоенной Польши, где принадлежала гмине Молчадь Слонимского повета Новогрудского воеводства, в 1921 году было 15 домов. С 1939 года в составе БССР, в 1940–57 годах — в Новомышском районе Барановичской, с 1954 года Брестской области. Затем район переименован в Барановичский. С конца июня 1941 года до июля 1944 года оккупирована немецко-фашистскими войсками.
В 2013 году передана из упразднённого Тешевлянского сельсовета в Новомышский.

## Население
На 1 января 2021 года насчитывалось 10 жителей в 9 домохозяйствах, в том числе 2 в трудоспособном возрасте и 8 — старше трудоспособного возраста.
| Численность населения (по переписи) | Численность населения (по переписи) | Численность населения (по переписи) | Численность населения (по переписи) | Численность населения (по переписи) | Численность населения (по переписи) | Численность населения (по переписи) |
| 1921                                | 1939                                | 1959                                | 1970                                | 1999                                | 2009                                | 2019                                |
| ----------------------------------- | ----------------------------------- | ----------------------------------- | ----------------------------------- | ----------------------------------- | ----------------------------------- | ----------------------------------- |
| 94                                  | ↗181                                | ↘144                                | ↗145                                | ↘44                                 | ↘26                                 | ↘9                                  |